# NGC 3106
NGC 3106 est une vaste galaxie spirale située dans la constellation du Petit Lion.  NGC 3106 a été découverte par l'astronome germano-britannique William Herschel en 1785.

## Morphologie
Toutes les références consultées classent cette galaxie comme une lenticulaire, mais l'image réalisée avec les données du relevé SDSS montre clairement la présence de bras spiraux. Le professeur Seligman semble être le seul à l'avoir noté.

## Caractéristiques
Sa vitesse par rapport  au fond diffus cosmologique est de 6 470 ± 20 km/s, ce qui correspond à une distance de Hubble de 95,4 ± 6,7 Mpc (∼311 millions d'al).
NGC 3106 présente une large raie HI. De plus, c'est une galaxie du champ, c'est-à-dire qu'elle n'appartient pas à un amas ou un groupe et qu'elle est donc gravitationnellement isolée.
Selon la base de données Simbad, NGC 3106 est une galaxie LINER, c'est-à-dire une galaxie dont le noyau présente un spectre d'émission caractérisé par de larges raies d'atomes faiblement ionisés.
À ce jour, une mesure non basée sur le décalage vers le rouge (redshift) donne une distance d'environ 59,900 Mpc (∼195 millions d'al). Cette valeur est loin à l'extérieur des valeurs de la distance de Hubble. Notons que c'est avec la valeur moyenne des mesures indépendantes, lorsqu'elles existent, que la base de données NASA/IPAC calcule le diamètre d'une galaxie.